# Gdy księżyc ma barwę krwi
Gdy księżyc ma barwę krwi (ang. Bloodmoon) – amerykański film akcji klasy B z 1997 roku. Zdjęcia kręcono w Nowym Jorku i Wilmington.

## Zarys fabuły
W Nowym Jorku grasuje seryjny morderca. Jego ofiarami padają mistrzowie sztuk walki. Zanim zabójca kogoś zabija, stacza z nim pojedynek na śmierć i życie. Śledztwo w tej sprawie prowadzi detektyw Chuck Baker, a współpracuje z nim psycholog Ken O'Hara.